# Jephtha (Händel)
Jephtha (HWV 70; dt. auch Jephta) ist ein dramatisches Oratorium in drei Teilen von Georg Friedrich Händel.

## Entstehung
Händel vermerkte die Daten seiner Arbeit an dem Werk wie üblich in der Kompositionspartitur. Außerdem sieht man an seinen Bemerkungen aber auch, wie dramatisch sich sein Augenleiden in dieser Zeit verschlimmerte. Den ersten Akt komponierte er vom 21. Januar bis 2. Februar 1751. Im zweiten Akt vermerkte er beim Chor „How dark, O Lord, are Thy decrees“ in deutscher Sprache „biß hierher komen den 13 Febr. 1751 verhindert worden wegen so relaxt des gesichts meines linken auges“. Als er die Arbeit wieder aufnahm, notierte er „den 23 dieses (Monats) etwas beßer worden wird angegangen“, und am Schluss des zweiten Aktes „geendiget den 27 dieses Febr. 1751“.
Danach begab er sich zu einer Kur nach Cheltenham und nahm anschließend am 18. Juni die Arbeit am dritten Akt und an der Ausfüllung der Stimmen auf. Am 30. August fügte er seine Schlussformel S(oli). D(eo). G(loria). mit dem Datum an.
Das Werk weist im Vergleich zu Händels Oratorien eine ungewöhnlich hohe Zahl an Entlehnungen von anderen Komponisten auf. Mehrere Sätze enthalten Material aus der 1747 veröffentlichten Sammlung von Messen des böhmischen Komponisten Franz Johann Habermann.
Das Oratorium wurde am 26. Februar 1752 im Theatre Royal in Covent Garden erstmals aufgeführt und wurde zweimal wiederholt. In den Jahren 1752, 1753, 1758 wurde es wiederholt aufgeführt.
Jephtha ist Händels letztes neu geschriebenes Oratorium. Rund fünf Jahre später schuf er noch das englischsprachige Oratorium The Triumph of Time and Truth, das aber zum größten Teil durch eine Umarbeitung des italienischen Il Trionfo entstand.

## Handlung
Das Libretto schrieb – wie bei den vorangegangenen Oratorien – Reverend Thomas Morell. Die Thematik um das Gelübde des Richters Jephtha und dessen Folgen für seine Tochter ist dem Buch der Richter (Ri 11, 30-40) im Alten Testament der Bibel entnommen.
Im Text lassen sich noch zwei Inspirationsquellen Morells ausmachen: George Buchanan „Jephthes sive votum“ von 1554 (1750 in einer englischen Übersetzung von William Tait veröffentlicht), und Maurice Greenes Oratorium Jephtha von 1737.

### 1. Akt
Auf den Ratschlag von Zebul, dem Bruder des Protagonisten, wird Jephta, Sohn einer Prostituierten, aus seinem Exil hergerufen, um im letzten Moment sein Volk vor den Angriffen der Ammoniter zu retten. Er übernimmt das Kommando der Armee und fordert vom Volk das Versprechen, in Friedenszeiten diese Funktion weiterhin ausüben zu können. Die Israeliten sind damit einverstanden. Jephtha verabschiedet sich von seiner Gattin Storgé, die sich um die Zukunft sorgt. Hamor bietet seine Liebe Iphis, der Tochter Jephthas an, die diese gern annimmt. Nun naht der Kampf, und es gilt sich darauf vorzubereiten. In ängstlicher Aufregung um die Kampfaussichten schlägt Jephtha Jehova einen Handel vor: Wenn er den Sieg erringt, opfert er ihm den ersten, der ihn nach dem Kampf empfängt. Die Israeliten beten für einen glücklichen Kampfausgang, während Storgé von Schreckensvisionen heimgesucht wird. Iphis tröstet sie. Nachdem der König der Ammoniter jegliche Unterredung abgelehnt hat, erwartet der Chor das Wort Jehovas.

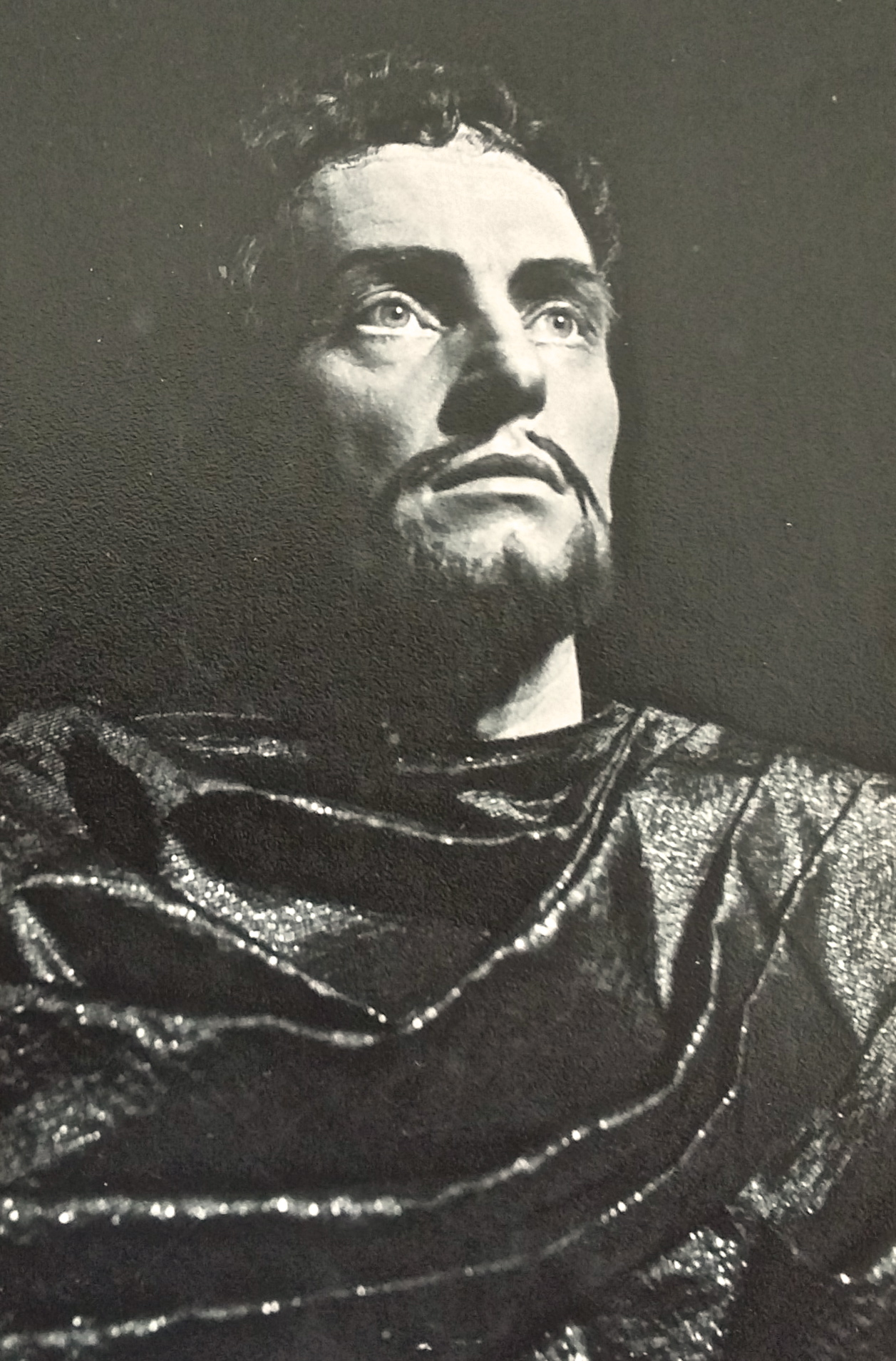
Arthur Loosli als Hamor in Jephtha von G. F. Händel am Stadttheater Bern, 1964

### 2. Akt
Hamor überbringt Iphis die gute Nachricht: der Himmel hat Legionen von bewaffneten Cherubim entsandt und damit den Israeliten den Sieg über den Feind ermöglicht. Iphis bereitet ihrem Vater einen triumphalen Empfang, während Jephtha und die Israeliten den Sieg feiern. Der Kriegsheld wird begrüßt, mit Iphis an der Spitze des Umzugs. Erschüttert gesteht Jephtha seinen schicksalshaften Eid. Entsetzt weigert sich Storgé, sich zu unterwerfen, während Hamor sein eigenes Leben im Austausch gegen Iphis vorschlägt. Storgé, Hamor und Zebul flehen Jephtha an, seine Tochter zu verschonen. Doch Iphis hat das Urteil schon erfahren und fügt sich ohne Widerrede. Jephtha ist von unendlichem Schmerz zerrissen.

### 3. Akt
Jephtha betet für das Seelenheil seiner Tochter Iphis. Sie nimmt Abschied vom Leben, begleitet von den Gebeten des ganzen Volkes. Vor dem tödlichen Schlag erscheint ein Engel, der die gute Nachricht überbringt: Iphis wird leben, aber rein und jungfräulich, für immer Gott geweiht. Jephtha segnet den Namen des Herrn.

## Personen
Die Besetzung wurde bei der Uraufführung von folgenden Sängern gesungen:
- Jephtha – John Beard (Tenor)
- Storgè – Caterina Galli (Mezzosopran)
- Iphis – Giulia Frasi (Sopran)
- Hamor – Charles Brent (1693–1770) (Countertenor)
- Zebul – Robert Wass (Bass)
- Engel – (Knabensopran)